# Mimosybra discreta
Mimosybra discreta là một loài bọ cánh cứng trong họ Cerambycidae.